# ランセット (航空機)
ランセット (航空機)
ARMY2020にて
- 用途：無人攻撃機 (徘徊型兵器)
- 分類：無人攻撃機
- 製造者：ザラエアログループ
- 運用者：ロシア軍
- 運用状況：運用中
- 原型機：ZALA KYB

ZALA ランセット（露: ZALA Ланцет 英: ZALA Lancet）(正式名称:Item 52/Item 51)は、ロシアのザラエアログループが開発した無人攻撃機 (徘徊型兵器)。2019年6月にモスクワで開催されたARMY-2019軍事博覧会で初めて公開された。これは、ZALA KYB をさらに強化し発展させたものである。欧米や中東のメディア・軍事企業はその特徴から「神風ドローン」という名称を使用していることがある。

## 概要

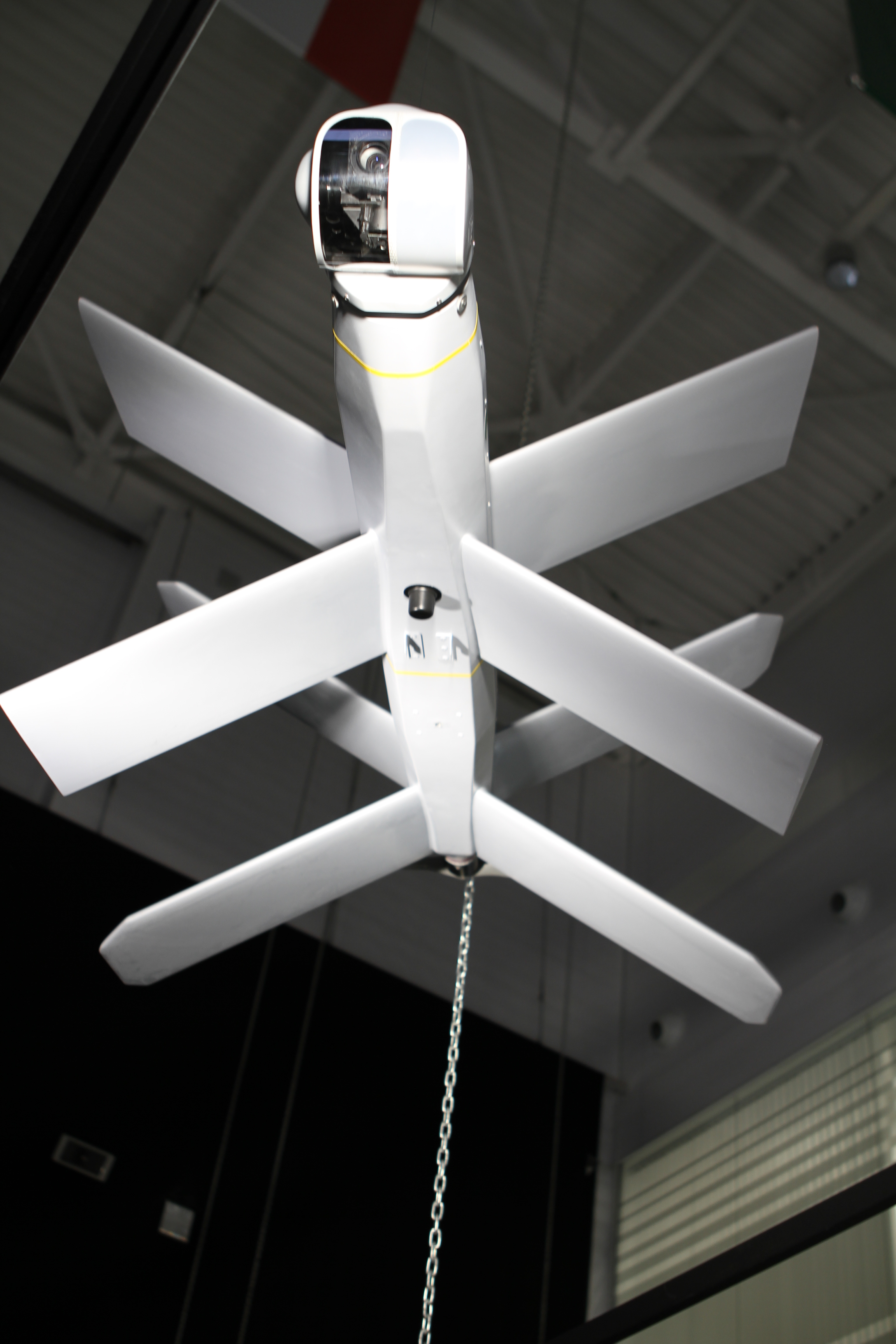
正面図

開発理由はランセット開発前に開発された徘徊型兵器である「KUB-E」が関係していると思われている。KUB-Eはランセットと比べても形が違うほか、一部の顧客からの搭載された「電子機器とオペレータコンソールをより進化させるべき」というクレームがもとになってランセットは開発されたという考え方があり恐らくこれがランセット開発理由である。
形は円筒形の胴体の前後に2対のX字型の翼が取り付けられており、前方にプロペラが付いた牽引式とは異なり、後ろにプロペラが付いた推進式が採用されている。
ランセットは偵察と攻撃の両方の任務に使用できる。最大航続距離は40キロメートルで、最大離陸重量 (MTOW) は最大12キログラム。戦闘モードでは、高性能爆薬（HE）またはHEフラグメンテーション弾頭のいずれかで武装することが可能で光電子ガイダンスとTVガイダンス ユニットを備えており、飛行の最終段階で弾薬を制御することができる。ドローンは、インテリジェンス、ナビゲーション、および通信モジュールを備えている。ザラエアロのチーフ デザイナーである Alexander Zakharovによると、ランセットはいわゆる「エアマイニング、航空爆雷」の用途に使用できるという。この用途で使用される場合には最高時速300kmで急降下し、飛行中の敵の無人攻撃機(UCAV)を襲撃する。また、ラプター級哨戒艇のような地上または海上プラットフォームからカタパルト ランチャーを介して発射できる。無人機は電気モーターによって駆動される。

## 運用
ランセットは少なくとも2020年11月以降、シリア内戦へのロシア軍の介入中にシリアで戦闘試験が行われている 。2021年4月には、イドリブ県でタハリール アル シャムに対する攻撃を行った。
2022年6月8日、ロシアの防衛企業ロステックは、ウクライナ侵攻にランセットとKUBドローンが配備されたと発表した。1か月後、ウクライナでの実戦映像が公開された。2022年後期、ランセット ドローンが防空システム、自走榴弾砲、戦車、軍用トラックなど、さまざまなウクライナの軍事目標を攻撃している様子を示す複数の動画がインターネット上に公開された。損傷または破壊された目標の中には、S-300ミサイルシステム、9K37M1-2ミサイルシステム、T-64、西側から供給されたM777 155mm榴弾砲および FH70榴弾砲、M109 155mm自走榴弾砲、AHSクラブ自走式榴弾砲、カエサル 155mm自走榴弾砲が確認されている。2022年11月4日、ウクライナ海軍のギュルザ-M型砲艇がランセットによって損傷を受けた。
2023年2月、数少ないウクライナのT-84に対して損傷を与えた。2023年3月、イギリスが供給したストーマーHVKが初めてランセットに攻撃された。イランのシャヘド136がウクライナのエネルギーインフラに対して使用されているのに対し、ランセットは通常、偵察用無人機によって発射前に位置を特定された、価値の高い軍事目標に対する精密な戦場兵器として使用されている。ロシアの無人偵察機は輸入電子機器に依存しており、国際的な制裁によりランセットの生産数が低下することがウクライナ侵攻当初は予想されていた。しかしロシアは電子機器の輸入に制裁を受けていない第三国を経由することでこの問題を解決し、2023年には生産量が3倍になったとしている
オランダのオープンソース情報サイトであるOryxによると、ランセットは戦争中にウクライナの標的に対して100回以上の命中を記録した。標的のほとんどは牽引砲と自走砲システムであった。
2022年春以降、ウクライナ軍はランセットからの防御策として、砲の周りに金網フェンス、金網、さらには木製の丸太を使用して、防衛することを余儀なくされている。2023年1月には撮防衛陣地によって爆発に失敗したランセットの画像が流出している。また、ウクライナ軍はランセットを混乱させるために、囮として膨張式のものやHIMARSを見立てた木製車両を使用している。
2023年4月18日、ドニプロ川でウクライナの巡視船がランセットに攻撃され撃沈されたという報道がなされた。
2023年のウクライナの反転攻勢では、IRIS-T SLM防空システムのTRML-4D多機能レーダーが破壊され、レオパルト2A6戦車がランセットによって大きな被害を受けた。
2023年9月19日、ロシア軍はランセットがドニプロ川の前線から約70キロ離れたドニプロペトロフスク地域のクリヴィーイ・リーフ近くのドルギンツェヴォ飛行場に駐留していたウクライナのMiG-29戦闘機を攻撃したと主張し、ドローンの最大射程距離が以前に宣言されていた40キロから延長されたことを示唆した。ランセットはMiG-29のコックピット近くに着弾した。 2023年10月11日には別のビデオでランセットがドルギンツェヴォ飛行場に駐機していたウクライナのSu-25を攻撃する様子が公開された。 
LostArmourによると、ロシアは2022年7月から2024年2月28日まで、ウクライナのさまざまな兵器に対して合計1,163回のランセット攻撃を実施した。このうち、363の標的（31.2%）が破壊され、615の標的（52.9%）が大きな損害を受けた。標的を外したのは92回で、戦果が未確認のものは91回だった。ランセットの交戦のほぼ半分は、255の自走砲、272の榴弾砲と迫撃砲、34のMLRS発射装置を含む砲兵施設に集中していた。197の標的は戦車、118は軽装甲車両、10は船舶だった。10%の標的は自動車やその他の比較的価値の低い標的だった。標的の14%は、地対空ミサイル発射装置やレーダーシステムなど、非常に価値の高いものだった。
2023年11月1日、英国国防省は、ランセットが過去12か月間にロシアがウクライナに配備した最も効果的な新能力の1つになる可能性が高いと述べた。ウクライナのヴァレリー・ザルジニー司令官は、ロシアがランセットを「広範囲かつ効果的に」配備しており、それに対抗するのは「非常に困難」であると記している。
LostArmourは、2024年5月の29日間（5月1日から29日）に前例のない285回のランセント攻撃を確認した。これは他のどの月よりも多く、前年の数倍多かった。この増加は、戦争中のロシアの防衛産業のドローン生産能力が向上していることを表している。
製造元のZALAは2023年12月からZALA tubeという動画配信サイトを開設し、ランセットによる戦果を公開している。
2024年11月時点で、ランセットによる攻撃でターゲットが破壊された割合は27%、破損を与えた割合は51%、不明が13%、失敗が7%と比較的高い成功率を示している。

## バリエーション
ランセット-3
原型タイプで大型のバリアント。飛行時間40分、最大積載量3kg、MTOW12kg、最高速度は時速80～110km。
ランセット-1
ランセット-3の小型化バージョン。飛行時間30分、最大積載量1kg、MTOW5kg。

### ウクライナ侵攻
ウクライナ侵攻でのロシア軍は、アップグレードされたランセットを使用している。アップグレードされたものは飛行時間が1時間延長され、ランセット3より炸薬が少なくとも2kg多い5kg以上のより強力な弾頭を使用している。ランセットは、榴弾またはサーモバリック弾頭で兵員を攻撃したり、成形炸薬 (HEAT)弾頭で装甲車両を攻撃するために使用されている。アップグレードされたバリエーションはイズデリエ51と指定され、3kgの弾頭を備えたオリジナルのものはイズデリエ 52 と指定されており、2023年3月の時点でより大きな弾頭と新しいEO誘導システムでアップグレードされたと伝えられている。

## 運用国
- ロシア